# Retrat de Benito Pérez Galdós
Retrat de Benito Pérez Galdós és un retrat a l'oli pintat en 1894 pel pintor postimpressionista valencià Joaquim Sorolla. Representa a l'escriptor canari Benito Pérez Galdós als seus 51 anys.

## Fitxa històrica
La primera exposició pública del retrat de Galdós que ha quedat documentada va ocórrer en l'estiu de 1906 en la "Galerie Georges Petit" de París. Mig segle després, en 1963, va estar en el Casón del Bon Retir de Madrid. En 1973 va ser adquirit als nets del novel·lista pel Cabildo de Gran Canària; i cinc anys després es va fer molt popular quan la Fábrica Nacional de Moneda y Timbre ho va triar per il·lustrar els bitllets de mil pessetes de la sèrie emesa entre 1979 i 1985.
En 1985, va viatjar a Lieja, dins de mostra titulada "Sorolla-Solana". També es va exhibir en 1998 a Bilbao i Madrid. Ja al segle xxi, en 2000 va participar en la mostra denominada "Mariano Benlliure i Joaquín Sorolla", en el Museu del segle xix de València, i un any després la Sala BBVA de Madrid ho va incloure en la mostra “Sagasta i el liberalisme espanyol”. En 2014, va estar present el Museu del Prat dins de la gran mostra monogràfica dedicada a Sorolla.

## Anàlisi del quadre

El Galdós de Sorolla en els bitllets verds de mil pessetes de la Transició democràtica espanyola.

De format horitzontal i amb posada en escena i posi poc ortodoxes, tímidament innovadores, habituals en la galeria de retrats de Sorolla, el de Galdós va ser un dels primers homenatges pictòrics al grup de regeneracionistes espanyols, "la aristocrácia de l'esperit" (segons definició de Ramón Pérez d'Ayala).[5] El retrat —especialment cap i mans— està construït amb cert to tenebrista, seguint els models espanyols del segle XVII (i fins i tot de la lectura que de Velázquez va fer Édouard Manet);[6] encara que amb menys evidència que en els retrats de Cajal o el pintor Aureliano de Beruete.